# Charles F. Ipavec
Charles F. Ipavec, ameriško-slovenski pravnik, * 6. september 1921, † 24. oktober 2012, Cleveland, Ohio, ZDA.

## Odlikovanja in nagrade
Leta 2001 je prejel častni znak svobode Republike Slovenije z naslednjo utemeljitvijo: »za zasluge pri kulturnem, organizacijskem in drugem delu v dobro Slovencev v ZDA in za prispevek k mednarodnemu priznanju Republike Slovenije«.